# Hrabstwo Medina (Ohio)
Hrabstwo Medina (ang. Medina County) – hrabstwo w stanie Ohio w Stanach Zjednoczonych. Obszar całkowity hrabstwa obejmuje powierzchnię 423,11 mil2 (1 095,86 km²). Według danych z 2010 r. hrabstwo miało 172 332 mieszkańców. Hrabstwo powstało 14 lutego 1812 roku, a jego nazwa pochodzi od Medyny.

## Sąsiednie hrabstwa
- Hrabstwo Cuyahoga (północny wschód)
- Hrabstwo Summit (wschód)
- Hrabstwo Wayne (południe)
- Hrabstwo Ashland (południowy zachód)
- Hrabstwo Lorain (północny zachód)

## Miasta
- Brunswick
- Medina
- Wadsworth

## Wsie
- Chippewa Lake
- Creston
- Gloria Glens Park
- Lodi
- Seville
- Spencer
- Westfield Cente